# Джулиет Люис
Джулиет Люис (на английски: Juliette Lewis) е американска филмова актриса и рок певица. Името ѝ нашумява, когато е само на 18 години, след великолепното изпълнение във филма на Мартин Скорсезе – Нос Страх, където играе с актьори като Робърт Де Ниро и Ник Нолти. За ролята си тя е номинирана за наградите „Златен глобус“ и „Оскар“.
През 2000-те Люис стартира успоредно и кариера като вокалистка на рок групата Juliette and the Licks.

## Биография

### Личен живот
Родена е на 21 юни 1973 г. в Лос Анджелис, Калифорния. Баща ѝ Джефри Люис също е актьор, майка ѝ Гленис Дъган Бейтли е графичен дизайнер. Има двама братя – Лайтфийлд и Питър, и две сестри – Диърдри и Бранди. На 14-годишна възраст тя напуска дома на родителите си и отива да живее със семейната приятелка – актрисата Карън Блек, малко по късно се премества в самостоятелен апартамент. Напускайки и училище, Люис има проблеми със закона, след като първо е хваната да шофира незаконно на 15-годишна възраст, а след това е арестувана в нощен клуб на 16-годишна възраст. Навлизайки в двадесетте си години тя преминава и рехабилитационен курс за пристрастяване към наркотици.
В началото на 90-те години Джулиет Люис има връзка с Брад Пит. Двамата си партнират и в главните роли на два филма – „Твърде млад за да умре?“ (1990) и „Калифорния“ (1993). През 1999 г. тя се омъжва за професионалния скейтбордист Стив Бера. Двамата се развеждат през 2003 г.

### Филмова кариера
Кариерата си в киното Люис започва още в непълнолетна възраст, появявайки се в няколко продукции, предимно телевизионни, сред които сериала The Wonder Years (1989) и филма Твърде млад за да умре? (1990), в който си партнира със също дебютиращия Брад Пит. През 1991 г. започва забележителен период в нейната кариера, когато в четири поредни години тя се снима в четири шедьовъра на филмовото изкуство на едни от най-бележитите режисьори в киното. Започвайки с Нос Страх на Мартин Скорсезе в компанията на изключителен актьорски състав с Робърт Де Ниро, Ник Нолти и Джесика Ланг. За изпълнението си в ролята на тийнейджърката Даниеле Боудън тя получава множество награди и номинации от авторитетни фестивали. През следващата 1992 г. Джулиет Люис получава шанса да участва в поредната изключителна творба на Уди Алън – Съпрузи и съпруги. Представянето на цяло поколение с дебютиращи бъдещи филмови звезди продължава в компанията на Джони Деп и Леонардо Ди Каприо в творбата на Ласе Халстрьом – Защо тъгува Гилбърт Грейп (1993). „Великолепната четворка“ се допълва с главната ѝ роля на Малъри в партньорство с Уди Харелсън във филма на Оливър Стоун по идея на Куентин Тарантино – Убийци по рождение (1994). За изпълнението си в този филм Люис е удостоена с награда от филмовия фестивал във Венеция.
През 2003 г. Джулиет е номинирана за награда „Еми“ за изпълнението си в телевизионния филм Hysterical Blindness. През същата година се появява в музикалния клип към песента „Buried Alive By Love“ на финландската рок група ХИМ.

### Музикална кариера
През първото десетилетие на новия милениум Люис развива кариера като автор на песни и вокалистка на водената от нея рок група Juliette and the Licks. С това формирование тя има издадени три студийни албума: …Like a Bolt of Lightning (2004), You're Speaking My Language (2005) и Four on the Floor (2006). Сътрудничеството ѝ с музикантите продължава до 2009 г., когато тя създава нова група, наречена The New Romantiques, с която издава албума Terra Incognita (2009). През същата година Люис участва на един от най-големите рок фестивали в Европа – „Przystanek Woodstock“ (Гара Уудсток), Полша.

## Избрана филмография
| година | филм                      | оригинално заглавие         | роля           | режисьор           | бележки                                |
| ------ | ------------------------- | --------------------------- | -------------- | ------------------ | -------------------------------------- |
| 1991   | Нос Страх                 | Cape Fear                   | Даниеле Боудън | Мартин Скорсезе    | номинации за „Златен глобус“ и „Оскар“ |
| 1992   | Съпрузи и съпруги         | Husbands and Wives          | Рейн           | Уди Алън           |                                        |
| 1993   | Калифорния                | Kalifornia                  | Адел Корнърс   | Доминик Сена       |                                        |
| 1993   | Страдащият Ромео          | Romeo Is Bleeding           | Шери           | Питър Мидак        |                                        |
| 1993   | Защо тъгува Гилбърт Грейп | What's Eating Gilbert Grape | Беки           | Ласе Халстрьом     |                                        |
| 1994   | Убийци по рождение        | Natural Born Killers        | Малъри Нокс    | Оливър Стоун       | награда от ФФ Венеция                  |
| 1995   | Баскетболни дневници      | The Basketball Diaries      | Даян Мууди     | Скот Калверт       |                                        |
| 1995   | Странни дни               | Strange Days                | Фейт Джъстин   | Катрин Бигълоу     |                                        |
| 1996   | От здрач до зори          | From Dusk Till Dawn         | Кейт Фулър     | Робърт Родригес    | номинация за „Сатурн“                  |
| 1996   | Вечерна звезда            | The Evening Star            | Мелани Хортън  | Робърт Харлинг     |                                        |
| 1999   | Четвъртият етаж           | The 4th Floor               | Джейн Емелин   | Джош Клауснер      |                                        |
| 1999   | Внезапна любов            | The Other Sister            | Карла Тейт     | Гари Маршал        |                                        |
| 2000   | Пътят на оръжието         | The Way of the Gun          | Робин          | Кристофър Маккуори |                                        |
| 2004   | Блубери                   | Blueberry                   | Мария          |                    |                                        |
| 2013   | У дома през август        | August: Osage County        | Карън Уестън   | Джон Уелс          |                                        |
| 2016   | Игра на нерви             | Nerve                       | Нанси          | Хенри Джуст        |                                        |

## Награди и номинации
Награди на Американската филмова академия „Оскар“ (САЩ):
- 1992 година – Номинация за най-добра актриса в поддържаща роля за Нос Страх

Награди „Златен глобус“ (САЩ):
- 1992 година – Номинация за най-добра актриса в поддържаща роля за Нос Страх

Филмов фестивал Венеция (Италия):
- 1994 година – Награда за най-добра актриса в главна роля за Убийци по рождение